# Vitoria-Gasteiz (Gerichtsbezirk)
Der Gerichtsbezirk Vitoria-Gasteiz ist einer der zwei Gerichtsbezirke in der Provinz Álava.
Der Bezirk umfasst 44 Gemeinden auf einer Fläche von 2.401,41 km² mit dem Hauptquartier in Vitoria-Gasteiz.

## Gemeinden
| Gemeinde                       | Einwohner (2024) | Fläche km² | Dichte Einw./km² | Cod INE | Postleitzahl               |
| ------------------------------ | ---------------- | ---------- | ---------------- | ------- | -------------------------- |
| Agurain                        | 5.155            | 37,77      | 136              | 01051   | 01200, 01207               |
| Alegría-Dulantzi               | 2.971            | 19,95      | 149              | 01001   | 01240                      |
| Añana                          | 142              | 21,92      | 6                | 01049   | 01426                      |
| Aramaio                        | 1.381            | 73,27      | 19               | 01003   | 01169                      |
| Armiñón                        | 247              | 12,94      | 19               | 01006   | 01220                      |
| Arraia-Maeztu                  | 822              | 123,11     | 7                | 01037   | 01120                      |
| Arratzua-Ubarrundia            | 1.047            | 57,41      | 18               | 01008   | 01520                      |
| Asparrena                      | 1.611            | 65,18      | 25               | 01009   | 01208, 01250               |
| Baños de Ebro/Mañueta          | 291              | 9,46       | 31               | 01011   | 01307                      |
| Barrundia                      | 879              | 97,43      | 9                | 01013   | 01206                      |
| Berantevilla                   | 459              | 35,73      | 13               | 01014   | 01211                      |
| Bernedo                        | 546              | 130,44     | 4                | 01016   | 01118                      |
| Campezo/Kanpezu                | 1.085            | 85,36      | 13               | 01017   | 01110                      |
| Elburgo/Burgelu                | 642              | 32,09      | 20               | 01021   | 01192                      |
| Elciego                        | 955              | 16,32      | 59               | 01022   | 01340                      |
| Elvillar                       | 319              | 17,50      | 18               | 01023   | 01309                      |
| Harana/Valle de Arana          | 214              | 39,12      | 5                | 01056   | 01117                      |
| Iruña de Oca                   | 3.625            | 53,25      | 68               | 01901   | 01191, 01195, 01230, 01428 |
| Iruraiz-Gauna                  | 553              | 47,13      | 12               | 01027   | 01193, 01206, 01207        |
| Kripan                         | 178              | 12,52      | 14               | 01019   | 01308                      |
| Kuartango                      | 408              | 84,39      | 5                | 01020   | 01430                      |
| Labastida                      | 1.565            | 38,17      | 41               | 01028   | 01330                      |
| Lagrán                         | 170              | 45,62      | 4                | 01030   | 01118                      |
| Laguardia                      | 1.478            | 81,08      | 18               | 01031   | 01300, 01308, 01309, 01321 |
| Lanciego/Lantziego             | 685              | 24,20      | 28               | 01032   | 01308                      |
| Lantarón                       | 926              | 67,49      | 14               | 01902   | 01213                      |
| Lapuebla de Labarca            | 859              | 5,99       | 143              | 01033   | 01306                      |
| Legutio                        | 2.086            | 45,85      | 45               | 01058   | 01170                      |
| Leza                           | 210              | 9,92       | 21               | 01034   | 01309                      |
| Moreda de Álava/Moreda Araba   | 215              | 8,67       | 25               | 01039   | 01322                      |
| Navaridas                      | 191              | 8,92       | 21               | 01041   | 01309                      |
| Oyón                           | 3.413            | 45,18      | 76               | 01043   | 01320                      |
| Peñacerrada-Urizaharra         | 302              | 57,06      | 5                | 01044   | 01212                      |
| Ribera Alta                    | 845              | 119,78     | 7                | 01046   | 01420                      |
| Ribera Baja/Erribera Beitia    | 1.439            | 25,36      | 57               | 01047   | 01213                      |
| Samaniego                      | 290              | 10,64      | 27               | 01052   | 01307                      |
| San Millán/Donemiliaga         | 720              | 85,41      | 8                | 01053   | 01208                      |
| Villabuena de Álava            | 290              | 8,48       | 34               | 01057   | 01307                      |
| Vitoria-Gasteiz                | 257.968          | 276,81     | 932              | 01059   | 01001–01015                |
| Yécora                         | 265              | 18,80      | 14               | 01060   | 01322                      |
| Zalduondo                      | 194              | 12,03      | 16               | 01061   | 01208                      |
| Zambrana                       | 442              | 39,51      | 11               | 01062   | 01212                      |
| Zigoitia                       | 1.844            | 102,07     | 18               | 01018   | 01138                      |
| Zuia                           | 2.372            | 122,49     | 19               | 01063   | 01130                      |
| Gerichtsbezirk Vitoria-Gasteiz | 302.299          | 2.401,41   | 126              | –       | –                          |

Zum Gerichtsbezirk gehören noch die vier gemeindefreien Gebiete Comunidad de la Sierra Brava de Badaya mit einer Fläche von 19,98 km², Parzonería de Encía mit einer Fläche von 32,80 km², Parzonería de Iturrieta mit einer Fläche von 10,71 km² und Parzonería de Entzia-Arriba mit einer Fläche von 6,10 km².